# BBM (groupe)
Pour les articles homonymes, voir BBM.
BBM (Bruce-Baker-Moore) est le nom d'un éphémère power trio de blues rock formé en 1993, par le bassiste Jack Bruce, le batteur Ginger Baker et le guitariste Gary Moore dans une formation qui rappelle celle du groupe Cream avec Moore à la place de Clapton. Les trois membres sont morts respectivement en 2014, 2019 et 2011.

## Historique
Le supergroupe sort un seul album, Around The Next Dream chez Virgin. L'album, enregistré entre l'automne 1993 et le début 1994 et paru le 17 mai 1994, reste quatre semaines dans les UK Albums Chart et atteint la 9e place durant l'été 1994. Le titre Where In The World sort en single, atteignant la 57e place dans les UK Singles Chart en août 1994.
Le groupe fait également une courte tournée au Royaume-Uni et quelques festivals européens avant de se dissoudre rapidement, Ginger Baker entretenant avec Gary Moore des relations plus qu'exécrables. Ainsi, dans une interview pour le magazine Classic Rock Baker surnomme Moore « le pompadour choyé de la pop », estimant que son jeu était « artificiel » car chaque solo qu'il jouait était le même. Il ajoute qu'il lui a recommandé de consulter un psychiatre car Moore jouait à un niveau sonore à se faire exploser les tympans, obligeant Baker à avoir des panneaux déflecteurs de chaque côté de sa batterie. Baker précise qu'un concert a été annulé quand Moore s'est coupé à un doigt en ouvrant une boîte de conserve : « Eric [Clapton] aurait mis un pansement et joué, mais pas Gary. »

## Discographie

### Around The Next Dream
1. Waiting In the Wings (Moore/Bruce) – 3:42
2. City Of Gold (Moore/Bruce/Kip Hanrahan) – 3:57
3. Where In The World (Moore/Bruce) – 5:23
4. Can't Fool The Blues (Moore/Bruce/Hanrahan) – 5:15
5. High Cost Of Loving (Alan Jones/Sherwin Hamlett) – 5:14
6. Glory Days (Gary Moore/Ginger Baker/Jack Bruce) – 4:23
7. Why Does Love (Have to Go Wrong)? (Gary Moore/Ginger Baker/Jack Bruce) – 8:47
8. Naked Flame (Moore) – 6:06
9. I Wonder Why (Are You So Mean to Me?) (Albert King) – 5:00
10. Wrong Side of Town (Moore) – 4:00

#### Titres bonus
Le CD de 2002 contient des notes intérieures et quatre titres supplémentaires :
1. Danger Zone (Gary Moore/Ginger Baker/Jack Bruce) – 6:00
2. World Keeps On Turning (Peter Green) – 7:53
3. Sitting on Top of the World (Live)  (Walter Vinson/Lonnie Chatmon) – 6:22
4. I Wonder Why (Are You Mean to Me) (Live) (King) – 5:08

## Membres
- Jack Bruce – basse, violoncelle, claviers, chant, mort le 25 octobre 2014
- Ginger Baker – batterie, percussions, mort le 6 octobre 2019
- Gary Moore – guitares, chant, mort le 6 février 2011

## Musiciens additionnels
- Ian Taylor – producteur artistique et ingénieur audio avec BBM
- Tommy Eyre (en) – claviers
- Arran Ahmun – batterie sur Where In The World
- Morris Murphy – trompette « Bach » sur Glory Days